# Лекція Генрі Норріса Рассела
Лекція Генрі Норріса Рассела (англ. Henry Norris Russell Lectureship) — щорічна нагорода Американського астрономічного товариства, названа на честь американського астронома Генрі Норріса Рассела, яку присуджують за досягнення в астрономічних дослідженнях протягом всього життя науковця. Ідея створення лекції виникла у 1945 році за часів президентства в Американському астрономічному товаристві Гарлоу Шеплі, який очолив акцію зі збору 10 000 доларів з членів товариства. Одним із головних жертводавців був посол Мексики в США. Цілі було досягнуто в грудні 1946 року, використовуючи не так мало примусової мови Шеплі. Першим лектором Рассела став сам Генрі Норріс Рассел, який прочитав лекцію під назвою «Королівська дорога затемнень» про затемнювані подвійні зорі.

## Попередні лектори
Список лекторів Генрі Норріса Рассела:
- 1946 — Генрі Норріс Расселл
- 1947 — Волтер Сідні Адамс
- 1948 — не присуджували
- 1949 — Субрахманьян Чандрасекар
- 1950 — Гарлоу Шеплі
- 1951 — Ян Гендрик Оорт
- 1952 — не присуджували
- 1953 — Енріко Фермі, Лайман Спітцер
- 1954 — не присуджували
- 1955 — Пол Віллард Меррілл
- 1956 — Джоуел Стеббінс
- 1957 — Отто Струве
- 1958 — Вальтер Бааде
- 1959 — Джерард Койпер
- 1960 — Мартін Шварцшильд
- 1961 — Вільям Вілсон Морган
- 1962 — Ґроут Ребер
- 1963 — Вільям Альфред Фаулер
- 1964 — Айра Спрейг Боуен
- 1965 — Бенгт Стремгрен
- 1966 — Річард Таузі
- 1967 — Отто Нойгебауер[en]
- 1968 — Джон Гейтенбі Болтон
- 1969 — Юджин Паркер
- 1970 — Джессі Леонард Грінстейн
- 1971 — Фред Гойл
- 1972 — Елан Сендидж
- 1973 — Лео Голдберг
- 1974 — Едвін Солпітер
- 1975 — Джордж Гербіґ
- 1976 — Сесілія Пейн-Гапошкіна
- 1977 — Олін Чаддок Вілсон[en]
- 1978 — Мартен Шмідт
- 1979 — Пітер Голдрайх
- 1980 — Джеремія Острікер
- 1981 — Ріккардо Джакконі
- 1982 — Барт Ян Бок
- 1983 — Герберт Фрідман
- 1984 — Маргарет Бербідж
- 1985 — Олін Егген[en]
- 1986 — Альберт Вітфорд[en]
- 1987 — Фред Лоуренс Віппл
- 1988 — Жерар де Вокулер
- 1989 — Іко Ібен[en]
- 1990 — Сідні ван ден Берг
- 1991 — Дональд Остерброк[en]
- 1992 — Лоуренс Г'ю Аллер
- 1993 — Джеймс Піблс
- 1994 — Вера Рубін
- 1995 — Роберт Крафт[en]
- 1996 — Джеральд Нейгебауер[en]
- 1997 — Аластер Кемерон[en]
- 1998 — Чарлз Гард Таунс
- 1999 — Джон Бакалл
- 2000 — Дональд Лінден-Белл[en]
- 2001 — Воллес Сарджент[en]
- 2002 — Джордж Валлерстайн[en]
- 2003 — Джордж Ветерілл[en]
- 2004 — Мартін Ріс
- 2005 — Джеймс Ганн
- 2006 — Богдан Пачинський
- 2007 — Девід Л. Ламберт[en]
- 2008 — Рашид Сюняєв
- 2009 — Джордж Престон[d]
- 2010 — Маргарет Геллер
- 2011 — Сандра Фабер
- 2012 — Вільям Девід Арнетт[en]
- 2013 — Кен Фрімен
- 2014 — Джордж Б. Філд[en]
- 2015 — Джованні Фаціо[en]
- 2016 — Крістофер Маккі[en]
- 2017 — Ерік Беклін[en]
- 2018 — Джозеф Сілк
- 2019 — Енн Мерчант Босгаард[en]
- 2020 — Скотт Тремейн
- 2021 — Нік Сковілл[en]
- 2022 — Річард Мушоцький[d]
- 2023 — Френк Шу
- 2024 — Нета Бакал
- 2025 — Марсія Джин Рікі[en]